# Eleições nos Estados Unidos em 1968
As eleições gerais nos Estados Unidos em 1968 ocorreram no dia 5 de novembro, uma terça-feira. O ex-senador e ex-vice-presidente Richard Nixon, do Partido Republicano, foi eleito eleito para servir como o 37° presidente dos Estados Unidos, derrotando o cadidato democrata Hubert Humphrey. Nesta mesma data ocorreram eleições para o Senado e para a Câmara dos Estados Unidos e para governador em vários estados.